# Nemanja Mihajlović
Nemanja „Neca“ Mihajlović (serbisch-kyrillisch Немања Михајловић; * 19. Januar 1996 in Belgrad) ist ein serbischer Fußballspieler.

## Karriere

### Verein
Mihajlović wechselte 2015 von seinem Jugendverein FK Rad Belgrad zum FK Partizan Belgrad und gewann dort in den folgenden Jahren drei nationale Titel. Anschließend war er zweieinhalb Jahre für den SC Heerenveen in den Niederlanden aktiv und wurde dort 2018 mit der U-21-Mannschaft Reservemeister. Es folgten Stationen in der Türkei bei den beiden Zweitligisten Boluspor und Balıkesirspor. Die Saison 2021/22 verbrachte er beim heimischen FK Spartak Subotica und seitdem spielt Mihajlović für den bosnischen Erstliga-Aufsteiger FK Sloga Doboj.

### Nationalmannschaft
Von 2012 bis 2017 absolvierte Mihajlović insgesamt 16 Partien für diverse serbische Jugendnationalmannschaften und erzielte dabei zwei Treffer.

## Erfolge
FK Partizan Belgrad
- Serbischer Pokalsieger: 2016, 2017
- Serbischer Meister: 2017

SC Heerenveen
- Niederländischer U21-Meister: 2018